# Vidics Zoltánné
Vidics Zoltánné, született Flesch Erika (Budapest, 1931. április 29.) természetjáró, barlangkutató.
Műszerészként dolgozott a Posta Központi Javítóműhelyében, a Krisztina Távbeszélő Központban, majd a Telefongyárban 1960-1982, és a VITUKI-ban 1983-1986 között, nyugdíjazásáig.
A Telefongyár SE Természetjáró Szakosztály vezetője 1975-1982 között. A BTSZ Barlang Bizottságának tagja 1979-1982 között, az FTSK Barlangkutató Szakosztály vezetője 1980-1993 között.
Szinte minden hazai barlangot bejárt, többnek feltárásában, illetve feltérképezésében is részt vett. Több külföldi barlangban is járt, föld alatti többnapos táborozásokat is beleértve. A Kinizsi Kupa Országos Barlangversenyen I. helyezést ért el (1978). 1991-ben jelentős szerepe volt a Szabadság-barlang újabb, 500 méteres szakaszának feltárásában. A Magyar Karszt- és Barlangkutató Társulat 2004-ben tiszteletbeli taggá választotta. Több írása jelent meg a Karszt és Barlang című lapban.

## Elismerései
- Budapesti Természetjárás Fejlesztéséért Emlékplakett (1980)
- Barlangtúrázás fejlesztéséért emlékplakett (1982)
- Vass Imre-érem (1984)